# Snowboarden op de Olympische Winterspelen 2014 - Snowboardcross mannen
De snowboardcross voor mannen tijdens de Olympische Winterspelen 2014 vond plaats op 17 februari 2014 in het Rosa Choetor Extreme Park in Krasnaja Poljana. Regerend olympisch kampioen was de Amerikaan Seth Wescott, hij wist zich ditmaal niet te kwalificeren.
De oorspronkelijk geplande plaatsingsronde werd vanwege de dichte mist afgelast. In plaats daarvan werden de achtste finales ingedeeld op basis van de FIS points list. In de achtste finales leggen vier of vijf deelnemers tegelijk het parcours af. De snelste drie gaan door naar de volgende ronde. Vanaf de kwartfinales leggen telkens zes deelnemers tegelijkertijd het parcours af. De snelste drie gaan door naar de volgende ronde.

## Tijdschema
| Datum       | Lokale tijd | MET   | Ronde        |
| ----------- | ----------- | ----- | ------------ |
| 17 februari | 11:00       | 08:00 | Kwalificatie |
| 17 februari | 13:30       | 10:30 | Finales      |

## Uitslag

### Achtste finales
Heat 1
| # | Bib | Naam             | Land | Opm. |
| - | --- | ---------------- | ---- | ---- |
| 1 | 1   | Alex Pullin      | AUS  | Q    |
| 2 | 33  | Tony Ramoin      | FRA  | Q    |
| 3 | 17  | Kevin Hill       | CAN  | Q    |
| 4 | 16  | Nick Baumgartner | USA  |      |
| 5 | 32  | Andrej Boldikov  | RUS  |      |

Heat 2
| # | Bib | Naam                | Land | Opm. |
| - | --- | ------------------- | ---- | ---- |
| 1 | 8   | Lucas Eguibar       | ESP  | Q    |
| 2 | 24  | Regino Hernandez    | ESP  | Q    |
| 3 | 9   | Alex Deibold        | USA  | Q    |
| 4 | 25  | Lluis Marin Tarroch | AND  | DSQ  |

Heat 3
| # | Bib | Naam             | Land | Opm. |
| - | --- | ---------------- | ---- | ---- |
| 1 | 5   | Trevor Jacob     | USA  | Q    |
| 2 | 28  | Anton Lindfors   | FIN  | Q    |
| 3 | 21  | Tommaso Leoni    | ITA  | Q    |
| 4 | 12  | Nate Holland     | USA  |      |
| 5 | 37  | Anton Koprivitsa | RUS  |      |

Heat 4
| # | Bib | Naam                | Land | Opm. |
| - | --- | ------------------- | ---- | ---- |
| 1 | 20  | Nikolaj Oljoenin    | RUS  | Q    |
| 2 | 4   | Alessandro Hämmerle | AUT  | Q    |
| 3 | 13  | Stian Sivertzen     | NOR  | Q    |
| 4 | 29  | Maciej Jodko        | POL  |      |
| 5 | 36  | Laro Herrero        | ESP  |      |

Heat 5
| # | Bib | Naam               | Land | Opm. |
| - | --- | ------------------ | ---- | ---- |
| 1 | 14  | Konstantin Schad   | GER  | Q    |
| 2 | 3   | Omar Visintin      | ITA  | Q    |
| 3 | 35  | Marvin James       | SUI  | Q    |
| 4 | 30  | Jake Holden        | CAN  |      |
| 5 | 19  | Emanuel Perathoner | ITA  | DNS  |

Heat 6
| # | Bib | Naam            | Land | Opm. |
| - | --- | --------------- | ---- | ---- |
| 1 | 6   | Pierre Vaultier | FRA  | Q    |
| 2 | 27  | Hanno Douschan  | AUT  | Q    |
| 3 | 11  | Jarryd Hughes   | AUS  | Q    |
| 4 | 38  | Emil Novák      | CZE  |      |
| 5 | 22  | Jussi Taka      | FIN  |      |

Heat 7
| # | Bib | Naam                 | Land | Opm. |
| - | --- | -------------------- | ---- | ---- |
| 1 | 23  | Paul Berg            | GER  | Q    |
| 2 | 7   | Christopher Robanske | CAN  | Q    |
| 3 | 26  | Paul-Henri de le Rue | FRA  | Q    |
| 4 | 39  | David Bakeš          | CZE  |      |
| 5 | 10  | Mateusz Ligocki      | POL  |      |

Heat 8
| # | Bib | Naam            | Land | Opm. |
| - | --- | --------------- | ---- | ---- |
| 1 | 31  | Cameron Bolton  | AUS  | Q    |
| 2 | 34  | Tim Watter      | SUI  | Q    |
| 3 | 15  | Luca Matteotti  | ITA  | Q    |
| 4 | 2   | Markus Schairer | AUT  |      |
| 5 | 18  | Robert Fagan    | CAN  |      |

### Kwartfinales
Heat 1
| # | Bib | Naam             | Land | Opm. |
| - | --- | ---------------- | ---- | ---- |
| 1 | 8   | Lucas Eguibar    | ESP  | Q    |
| 2 | 17  | Kevin Hill       | CAN  | Q    |
| 3 | 9   | Alex Deibold     | USA  | Q    |
| 4 | 1   | Alex Pullin      | AUS  |      |
| 5 | 33  | Tony Ramoin      | FRA  |      |
| 6 | 24  | Regino Hernandez | ESP  | DNF  |

Heat 2
| # | Bib | Naam                | Land | Opm. |
| - | --- | ------------------- | ---- | ---- |
| 1 | 20  | Nikolaj Oljoenin    | RUS  | Q    |
| 2 | 5   | Trevor Jacob        | USA  | Q    |
| 3 | 13  | Stian Sivertzen     | NOR  | Q    |
| 4 | 28  | Anton Lindfors      | FIN  |      |
| 5 | 4   | Alessandro Hämmerle | AUT  |      |
| 6 | 21  | Tommaso Leoni       | ITA  |      |

Heat 3
| # | Bib | Naam             | Land | Opm. |
| - | --- | ---------------- | ---- | ---- |
| 1 | 6   | Pierre Vaultier  | FRA  | Q    |
| 2 | 3   | Omar Visintin    | ITA  | Q    |
| 3 | 27  | Hanno Douschan   | AUT  | Q    |
| 4 | 14  | Konstantin Schad | GER  |      |
| 5 | 11  | Jarryd Hughes    | AUS  |      |
| 6 | 35  | Marvin James     | SUI  |      |

Heat 4
| # | Bib | Naam                 | Land | Opm. |
| - | --- | -------------------- | ---- | ---- |
| 1 | 31  | Cameron Bolton       | AUS  | Q    |
| 2 | 26  | Paul-Henri de le Rue | FRA  | Q    |
| 3 | 15  | Luca Matteotti       | ITA  | Q    |
| 4 | 23  | Paul Berg            | GER  |      |
| 5 | 7   | Christopher Robanske | CAN  |      |
| 6 | 34  | Tim Watter           | SUI  | DSQ  |

### Halve finales
Heat 1
| # | Bib | Naam             | Land | Opm. |
| - | --- | ---------------- | ---- | ---- |
| 1 | 20  | Nikolaj Oljoenin | RUS  | Q    |
| 2 | 13  | Stian Sivertzen  | NOR  | Q    |
| 3 | 9   | Alex Deibold     | USA  | Q    |
| 4 | 5   | Trevor Jacob     | USA  |      |
| 5 | 8   | Lucas Eguibar    | ESP  | DSQ  |
| 6 | 17  | Kevin Hill       | CAN  | DNF  |

Heat 2
| # | Bib | Naam                 | Land | Opm. |
| - | --- | -------------------- | ---- | ---- |
| 1 | 6   | Pierre Vaultier      | FRA  | Q    |
| 2 | 26  | Paul-Henri de le Rue | FRA  | Q    |
| 3 | 15  | Luca Matteotti       | ITA  | Q    |
| 4 | 31  | Cameron Bolton       | AUS  |      |
| 5 | 27  | Hanno Douschan       | AUT  | DSQ  |
| 6 | 3   | Omar Visintin        | ITA  | DNF  |

### Finale
Grote finale
| #      | Bib | Naam                 | Land | Opm. |
| ------ | --- | -------------------- | ---- | ---- |
| Goud   | 6   | Pierre Vaultier      | FRA  |      |
| Zilver | 20  | Nikolaj Oljoenin     | RUS  |      |
| Brons  | 9   | Alex Deibold         | USA  |      |
| 4      | 26  | Paul-Henri de le Rue | FRA  |      |
| 5      | 13  | Stian Sivertzen      | NOR  |      |
| 6      | 15  | Luca Matteotti       | ITA  |      |

Kleine finale
| #  | Bib | Naam           | Land | Opm. |
| -- | --- | -------------- | ---- | ---- |
| 7  | 8   | Lucas Eguibar  | ESP  |      |
| 8  | 17  | Kevin Hill     | CAN  |      |
| 9  | 5   | Trevor Jacob   | USA  |      |
| 10 | 27  | Hanno Douschan | AUT  |      |
| 11 | 31  | Cameron Bolton | AUS  | DNF  |
| 12 | 3   | Omar Visintin  | ITA  | DNS  |